# Isadore Singer
|  | No s'ha de confondre amb Isidore Singer, editor de l'Enciclopèdia Jueva.. |

Isadore Singer   (Detroit, 3 de maig de 1924 - Boxborough, 11 de febrer de 2021), conegut com Is o Iz, fou un matemàtic estatunidenc, professor del Departament de Matemàtiques del Massachusetts Institute of Technology. El 1962 va demostrar, amb Michael Atiyah, el teorema de l'índex d'Atiyah-Singer, que va obrir una via cap a noves interaccions entre les matemàtiques pures i la física teòrica.
Va néixer a Detroit (Michigan, EUA) i es va graduar a la Universitat de Michigan el 1944. Va obtenir el Màster en Ciències i el Doctorat a la Universitat de Chicago als anys 1948 i 1950 respectivament, i després va ser professor a la Universitat de Califòrnia a Los Angeles i al MIT, on va treballar durant la major part de la carrera professional.
Va ser president del Comitè de Ciència i Política Pública de l'Acadèmia Nacional de Ciències dels Estats Units i membre del Consell Científic de la Casa Blanca (1982–88) i de la Junta Directiva del Consell Nacional de Recerca dels Estats Units (1995–99). Singer era membre de l'Acadèmia Nacional de Ciències dels Estats Units i de l'Acadèmia Americana de les Arts i les Ciències. Entre els premis que va rebre hi ha el Premi Bôcher (1969) i el Premi Steele a la trajectòria (2000), tots dos de la Societat Matemàtica Americana, la Medalla Eugene Wigner (1988), la National Medal of Science (1983), el Premi Abel (2004, compartit amb Michael Atiyah) i el Premi James Rhyne Killian del MIT (2005). Fou membre de l'Acadèmia Noruega de Ciències i Lletres.